# Храм Николая Чудотворца в Покровском
Храм Николая Чудотворца в Покровском — православный храм в Басманном районе Москвы. Входит в состав Богоявленского благочиния Московской епархии Русской православной церкви.
Главный престол освящён во имя Николая Чудотворца, приделы — во имя апостолов Петра и Павла и в честь праздника Покрова Пресвятой Богородицы.

## История

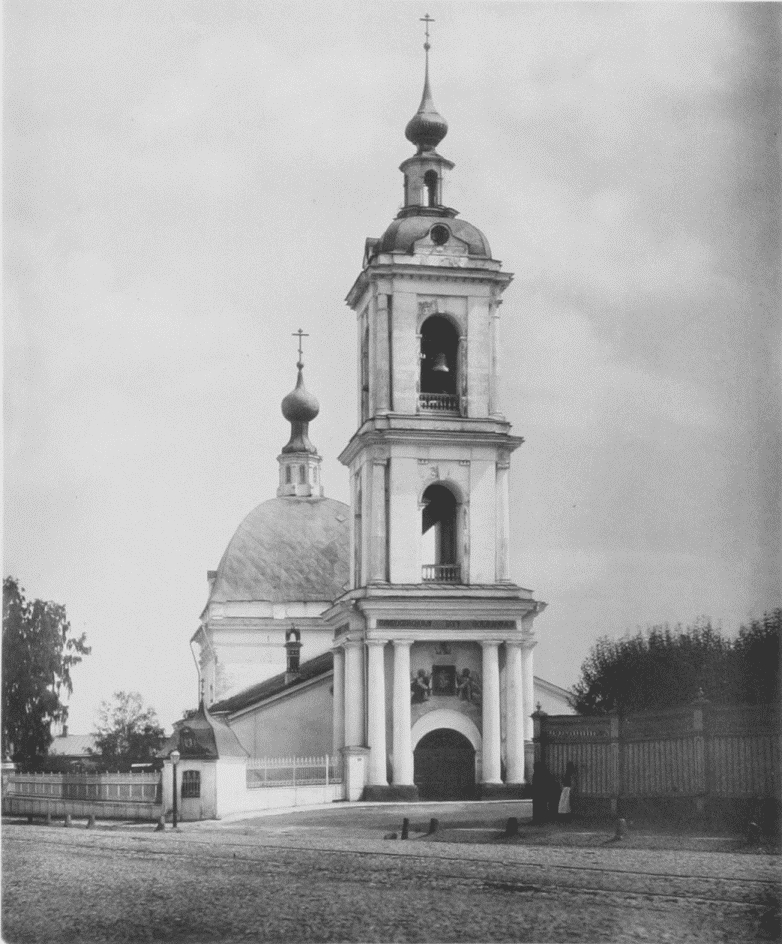
Фотография из альбома Николая Найдёнова. 1882 год

Село Рубцово-Покровское с расположенными в нём Никольским и Покровским храмами имеет древнюю историю. Название «Рубцово» село получило в 1586 году, следовательно, деревянная Никольская церковь в нём уже существовала. В начале XVII века близ села Рубцово на реке Яузе царь Михаил Феодорович устроил свой загородный дворец, в котором жил первые годы, пока обустраивался Кремль после разрушения его польско-литовскими интервентами. После поляков Никольская церковь была обновлена и вновь освящена 5 мая 1615 года. После постройки в 1618 году второго храма — Покровского, село Рубцово стали называть Покровским.
Новый каменный храм с приделами Петра и Павла и Покровским был построен в промежутке между 1765—1766 годами. Нынешняя колокольня начала XIX века. В 1889—1893 годах храм надстроен и расширен, алтари приделов выдвинуты в один ряд с главным.
В 1930—1931 годах с храме служил священник Павел Ансимов (канонизирован Русской православной церковью как священномученик в 2005 году).
В 1931 году храм был закрыт и осквернён: здание было переделано под хлебозавод. В 1984 году хлебозавод был закрыт из-за аварийного состояния здания. В 1992 году перестроенный и полуразрушенный храм вернули Русской православной церкви. В 1995 году начались первые богослужения.
В октябре 2020 года на территории храма открыт бюст Александра Суворова, который был прихожанином Никольского храма в то время, когда его семья жила здесь с 1740 по 1768 год.
В настоящее время приход у храма общий с расположенной через дорогу Покровской церковью. Храм является центром Богоявленского благочиния.

### Настоятели храма
- архимандрит Дионисий (Шишигин) (1992 — 1 декабря 2017);
- протоиерей Павел Кондраков (2 декабря 2017 — 16 июля 2019) и. о.[4];
- протоиерей Кирилл Сладков (16 июля 2019 — н.в.)[5].

## Духовенство
- Настоятель храма — протоиерей Кирилл Сладков
- Протоиерей Павел Кондраков
- Иерей Георгий Брылев[6]
- Диакон Иоанн Загуменов

## Святыни храма
- Икона Покрова Пресвятой Богородицы, вышитая золотошвеями прихода в 20-х годах XX века.
- Икона благоверного князя Владимира Новгородского с частицей его мощей.
- Икона праведного Иоанна Кронштадтского с частью локона его волос.
- У иконы святого праведного Иоанна Кронштадтского хранится его епитрахиль.
- Икона святых новомучеников Российских с частицей фундамента дома Ипатьева в Екатеринбурге.
- Икона святителя Иоанна, митрополита Тобольского, с частицей его мощей.
- Икона преподобного Моисея Угрина с частицей его мощей.
- Икона праведного Алексия Московского с частицей его мощей.
- Икона святителя Луки, архиепископа Симферопольского, с частицей его мощей.
- Ковчежец, содержащий часть Мамврийского дуба; часть Гроба Господня; частички мощей: святой праведной Анны, матери Пресвятой Богородицы (I век); святых мучеников в Вифлееме избиенных (I век); апостола, первомученика и архидиакона Стефана (34 г.); апостола Андрея Первозванного (62 г.); первоверховного апостола Павла (67 г.); апостола Варфоломея (I век); апостола от 70-ти Анании (I век); апостола от 70-ти Фортуната (I век); мученика Протасия (54—68 гг.); мученика Пия, папы Римского (142—157 гг.); мученика Феликса Римлянина (164 г.); мученика Иустина Философа (166 г.); мученицы Блондины Лионской (177 г.); мученика Харалампия (202 г.); мученика Трифона (250 г.); мученика архидиакона Лаврентия (258 г.); мученика Маманта (275 г.); мученицы Дарии (283 г.); священномученика Зиновия, епископа Егейского (285 г.); мученика Севастиана Римского (287 г.); мученика Александра Римского (нач. IV в.); мученицы Феофилы (302 г.); мученика Викентия (304 г.); мученика Вонифатия (304 г.); великомученицы Анастасии Узорешительницы (304 г.); мученицы Иустины (304 г.); мученицы Лукии Сиракузской (304 г.); великомученика Димитрия Солунского (ок. 306 г.); мученика Сирения Римского (ок. 307 г.); равноапостольной царицы Елены (327 г.); святителя Спиридона Тримифунтского (ок. 348 г.); священномученика Кириака, патриарха Иерусалимского (363 г.); святителя Василия Великого (379 г.); святителя Порфирия, архиепископа Газского (420 г.); святителя Павлина Милостивого, епископа Ноланского (431 г.); преподобного Саввы Освященного (532 г.); преподобного Иоанна Лествичника (649 г.); праведной Феодоры, царицы Греческой (ок. 867 г.); равноапостольной Ольги, великой княгини Российской (969 г.); преподобного Марка гробокопателя, Печерского (XI—XI г.); благоверного князя Андрея Смоленского (1539 г.); святителя Арсения, Элассонского, архиеп. Суздальского (1625 г.); преподобного Корнилия Александровского (1681 г.); праведного Иоанна Русского, исповедника (1730 г.); преподобного Антония Оптинского (1865 г.); святителя Игнатия (Брянчанинова), епископа Кавказского (1867 г.); преподобного Варсонофия Оптинского (1913 г.); частицы от гробов святых преподобномучениц Елисаветы и Варвары (1918 г.); преподобного Анатолия Оптинского (1922 г.); святителя Агафангела исповедника, митроп. Ярославского (1928 г.); святителя Феодосия исповедника, епископа Коломенского (1937 г.); преподобного Георгия, исповедника Даниловского (1944 г.).
- Ковчежец с мощами святителей Амвросия, епископа Медиоланского, Ионы, митрополита Московского и всея Руси, Луки, архиепископа Симферопольского, архимандрита Сергия (Сребрянского), исповедника, частицей облачения святителя Иоасафа, епископа Белгородского и частью гроба Матроны Московской.
- Ковчежец с частицами Ризы Господней, Животворящего Креста, камня Гроба Господня и частицами мощей: Предтечи и Крестителя Господня Иоанна, апостола Андрея Первозванного, апостола Варнавы, святителей Николая Чудотворца и Иоанна Златоуста, великомученика и целителя Пантелеимона, великомученика Георгия Победоносца, великомученицы Варвары, мученика Дионисия, неизвестных мучеников III века, преподобных Даниила Московского, Нила Столобенского, Шио Мгвимского, Иоанна Многострадального, Сергия Послушливого, благоверных князей Петра, Февронии и Михаила Муромских, праведной Иулиании Муромской, частицы мантии святителя Игнатия Брянчанинова, мантии и гроба святителя Тихона, патриарха Московского и всея Руси[7].